# Billeder fra en Flyvetur til København
Billeder fra en Flyvetur til København er en dokumentarfilm fra 1962 med ukendt instruktør.
Filmen viser en flyvning fra Sverige til København og indeholder en række optagelser fra Købehavns centrum.